# 西念寺 (佐久市)
西念寺（さいねんじ）は、長野県佐久市岩村田にある寺院。浄土宗、知恩院（京都府京都市東山区）の末寺。山号は一行山。

## 歴史
永禄3年（1560年）、岌往により開山。信濃国五カ寺の宗頭となる。牧野氏の菩提寺。

## 境内
- 本尊 - 阿弥陀如来坐像
  - 1959年（昭和34年）、長野県宝に指定。藤原末期、定朝様式の一典型。像高は半丈六を超える。膝の裏に墨書による修理銘がある。それによると年代は永禄6年（1563年）、願主は岌往（生蓮社）・円誉（相蓮社）、大工は宗観・即阿弥[2]。佐久市の伊勢林あたりで雨ざらしとなっていたという伝承がある[3]。
- 仙石氏の墓 - 小諸城主・仙石秀久は岌往と親交をもっていた[2]。
- 吉沢好謙の墓[2]
- 岩村田五代目藩主内藤美濃守正国公の墓

## 伝承
- 西念寺には蛇が棲んでいない。開山後4代目となる住職・岌円和尚が法力にて封じたためだという[4]。
- 仙石秀久の墓と囲いを同じくして、弟の内膳正正直の墓がある。乱暴者で秀久の怒りを買い、相木（南佐久郡）の谷に閉じ込めた。食事も満足に与えられず、心配した母が西念寺恵頓和尚に嘆願し、正直を本堂裏の「養真庵」に住まわせたが、若くして亡くなったという[5]。
- 現在の群馬県藤岡市にある西念山一行寺は、かつて岩村田藩の悪政から逃れ移り住んだ人々が、岩村田の一行山西念寺にちなんで建てたもの[6]。

## 交通アクセス
公共交通機関
JR小海線・岩村田駅から徒歩5分間。
自家用自動車
上信越自動車道・佐久インターチェンジから2キロメートル、自動車で5分間。